# Plaza de toros Jean de Lahourtique
La plaza de toros Jean de Lahourtique o plaza de toros de Bascons es una plaza de toros en Bascons en la región de Nueva Aquitania en Francia. 

## Historia
La plaza de toros se inauguró el 15 de agosto de 1936 para sustituir a las anteriores plazas de madera temporales. Se edificó por suscripción popular. El arquitecto fue Franck Bonnefous de Mont-de-Marsan, encargado de la restauración de la plaza de toros de Mont-de-Marsan en 1933. Llevan el nombre de Jean de Lahourtique, cuyo retrato de Cel el zurdo corona la puerta de entrada. Jean de Lahourtique, cuyo verdadero nombre fue Jean Diris, fue juez de paz de Amou y Hagetmau, y columnista y redactor jefe del periódico La Course Landaise. La plaza de toros de Mant también se llama Jean de Lahourtique, un gran aficionado taurino de Mont-de-Marsans que se hizo popular por sus ingeniosas crónicas.
Se emplea para celebrar corridas landesas. Bascons tiene la particularidad de ser el único municipio del departamento con dos plazas de toros en funcionamiento, la otra se encuentra en el distrito de Bostens, donde también se encuentra el museo de la Corrida Landesa y la capilla de Nuestra Señora de la Corrida Landesa. 

## Descripción
Tiene una capacidad para 1.500 localidades, 380 bajo techo. En 2004 unas obras de restauración embellecieron la parte superior de la fachada principal con un voladizo de tejas de madera. Está edificada en madera de pino sobre una estructura de hormigón.
Fue catalogada como monumento histórico de Francia clasificado el 25 de abril de 2007.